# Maurycy Mansch de Leoney
Maurycy Mansch de Leoney (ur. 7 września 1867 we Lwowie, zm. 24 grudnia 1929 tamże) – generał brygady Wojska Polskiego.

## Życiorys
Urodził się 7 września 1867 we Lwowie, w rodzinie Filipa. Był narodowości polskiej i wyznania rzymskokatolickiego. Ukończył pięć klas gimnazjum we Lwowie. 18 września 1883 wstąpił do Szkoły Kadetów Artylerii w Wiedniu. 29 września 1884 został zaprzysiężony jako żołnierz (asenterowany). Jesienią 1887 rozpoczął zawodową służbę wojskową w cesarskiej i królewskiej Armii. Został wcielony do 6 Galicyjskiego Batalionu Artylerii Fortecznej w Krakowie . 1 stycznia 1891 batalion, w którym służył został włączony w skład Morawsko-Galicyjskiego Pułku Artylerii Fortecznej Nr 2 w Krakowie. W 1895 pełnił funkcję adiutanta batalionu. W 1896 został przeniesiony do Węgierskiego Pułku Artylerii Fortecznej Nr 6 w Komárom. W 1904 został przeniesiony do Czesko-galicyjskiego Pułku Artylerii Fortecznej Nr 3 w Przemyślu. W kwietniu 1908 został przeniesiony do nowo utworzonego Dywizjonu Haubic Ciężkich Nr 3 w Przemyślu. 1 marca 1912 oddział, w którym pełnił służbę został przemianowany na Dywizjon Haubic Ciężkich Nr 10. W 1913 został przeniesiony do Pułku Haubic Polowych Nr 11 we Lwowie na stanowisko komendanta 1. dywizjonu. W 1918 pełnił służbę w Pułku Artylerii Polowej Nr 111. W czasie służby w c. i k. Armii awansował na kolejne stopnie: kadeta ze starszeństwem z 1 września 1887, kadeta-zastępcy oficera (1888), porucznika ze starszeństwem z 1 listopada 1889, nadporucznika ze starszeństwem z 1 stycznia 1894, kapitana 2. klasy ze starszeństwem z 1 listopada 1902, kapitana 1. kasy w 1906 ze starszeństwem z 1 listopada 1902, majora ze starszeństwem z 1 listopada 1913, podpułkownika ze starszeństwem z 1 września 1915 i pułkownika 24 sierpnia 1918 ze starszeństwem z 1 maja 1918 i 121. lokatą. 30 września 1917 został nobilitowany otrzymując przydomek „Leoney”.
26 marca 1919 w Wiedniu zgłosił się do Wojska Polskiego. Od 26 czerwca 1919 pozostawał bez przydziału w Stacji Zbornej we Lwowie. 30 lipca został przydzielony do Szkoły Artylerii w Rembertowie. 15 sierpnia 1919 został przyjęty do Wojska Polskiego z byłej armii austro-węgierskiej z zatwierdzeniem posiadanego stopnia pułkownika ze starszeństwem z 1 maja 1918, z zaliczeniem do I Rezerwy oraz powołaniem do służby czynnej na czas wojny aż do demobilizacji i mianowany sztabowym oficerem inspekcyjnym artylerii w Dowództwie Okręgu Generalnego „Lwów”. 29 maja 1920 został zatwierdzony z dniem 1 kwietnia 1920 w stopniu pułkownika, w artylerii, w grupie oficerów byłej armii austriacko-węgierskiej. Podczas wojny polsko-bolszewickiej od 4 czerwca 1920 pełnił funkcję dowódcy 11 Brygady Artylerii. Z dniem 1 października 1922 został przeniesiony w stan spoczynku, w stopniu pułkownika artylerii z prawem noszenia munduru. 26 października 1923 Prezydent RP Stanisław Wojciechowski zatwierdził go w stopniu generała brygady. Na emeryturze mieszkał we Lwowie. Tam 24 grudnia 1929 zmarł.
Maurycy Mansch de Leoney był żonaty z Laurą Giblówną, z którą miał dwóch synów: Alfreda Filipa (1895–1949), porucznika artylerii pospolitego ruszenia i Ludwika Leona (1898–1940), porucznika taborów rezerwy. W czasie I wojny światowej obaj synowie walczyli razem z ojcem w tym samym pułku. Starszy z braci w stopniu chorążego rezerwy został ranny w 1916 pod Korytnicą, a młodszy również został mianowany chorążym rezerwy ze starszeństwem z 1 października 1917 i odznaczony Krzyżem Wojskowym Karola. Ludwik Leon został zamordowany w Charkowie, a Alfred Filip zmarł w Wielkiej Brytanii i został pochowany na cmentarzu Gunnersbury w Londynie.

## Ordery i odznaczenia
- Krzyż Walecznych[42]

W czasie służby w cesarskiej i królewskiej Armii otrzymał następujące ordery i odznaczenia:
- Order Korony Żelaznej 3. klasy z dekoracją wojenną i mieczami,
- Krzyż Zasługi Wojskowej 3. klasy z dekoracją wojenną i mieczami,
- Srebrny Medal Zasługi Wojskowej z mieczami na wstążce Krzyża Zasługi Wojskowej,
- Brązowy Medal Zasługi Wojskowej z mieczami na wstążce Krzyża Zasługi Wojskowej,
- Brązowy Medal Zasługi Wojskowej na czerwonej wstążce,
- Krzyż Wojskowy Karola,
- Odznaka za Służbę Wojskową dla Oficera 3. klasy,
- Złoty Medal Jubileuszowy Pamiątkowy dla Sił Zbrojnych i Żandarmerii,
- Krzyż Jubileuszowy Wojskowy,
- Krzyż Pamiątkowy Mobilizacji 1912–1913[15][26].
- pruski Krzyż Żelazny 2. klasy[26]
- oldenburski Krzyż Fryderyka Augusta 1. i 2. klasy[26]